# Regering van Jura
De Regering van Jura (Frans : Gouvernement jurassien) is het uitvoerend bestuur van het Zwitserse kanton Jura.  In de meeste Zwitserse kantons gebruikt men het woord Regeringsraad; in Jura spreekt men gewoon van Regering.  Deze bestaat uit vijf departementen geleid door ministers die rechtstreeks verkozen worden voor vier jaar. 

## Samenstelling (2009)
- Voorzitter: Michel Probst, minister van Economie, van Coopération en van Gemeenten (Parti libéral radical jurassien)
- Vicevoorzitter: Charles Juillard, minister van Financiën, Justitie en Politie (Parti démocrate-chrétien (PDC))
- Philippe Receveur, minister van Gezondheid, Sociale zaken en Ressources humaines (Parti démocrate-chrétien (PDC))
- Elisabeth Baume-Schneider, minister van Vorming, Cultuur en Sport  (Parti socialiste suisse (PS)
- Laurent Schaffter, minister van Milieu en Uitrusting (Parti chrétien-social indépendant)